# ویلی روگبر
ویلی روگبر (انگلیسی: Willy Røgeberg; ۱ دسامبر ۱۹۰۵ – ۱۵ دسامبر ۱۹۶۹) تیرانداز اهل نروژ بود.
وی در مسابقات کشوری و بین‌المللی در مجموع برندهٔ ۱ مدال طلا، ۴ مدال برنز شده‌است.